# 基洛夫-維堡線
基洛夫-維堡線（羅馬化：Kirovsko-Vyborgskaya liniya）是俄羅斯聖彼得堡地鐵的一條路線，也是聖彼得堡地鐵歷史最古老的線路，開通於1955年。基洛夫-維堡線車站的裝飾極其精美，線路聯通了聖彼得堡五分之四的主要鐵路車站。基洛夫-維堡線也是聖彼得堡地鐵唯一的淺層路線。

## 車站列表
| 中文站名       | 俄文站名 | 羅馬化 / 英文站名 | 轉乘路線                                  | 所在地     | 所在地           |
| -------------- | -------- | ----------------- | ----------------------------------------- | ---------- | ---------------- |
| 傑維亞特金諾   |          |                   |                                           | 列寧格勒州 | 弗謝沃洛日斯克區 |
| 公民大道       |          |                   |                                           | 聖彼得堡   | 加里寧區         |
| 科學院         |          |                   |                                           | 聖彼得堡   | 加里寧區         |
| 綜合技術       |          |                   |                                           | 聖彼得堡   | 加里寧區         |
| 奮勇廣場       |          |                   |                                           | 聖彼得堡   | 加里寧區         |
| 森林           |          |                   |                                           | 聖彼得堡   | 維堡區           |
| 維堡           |          |                   |                                           | 聖彼得堡   | 維堡區           |
| 列寧廣場       |          |                   | 芬蘭站                                    | 聖彼得堡   | 加里寧區         |
| 切爾尼舍夫斯基 |          |                   |                                           | 聖彼得堡   | 中央區           |
| 起義廣場       |          |                   | 涅瓦-瓦西里島線（馬雅科夫斯基）、莫斯科站 | 聖彼得堡   | 中央區           |
| 弗拉基米爾     |          |                   | 拉赫金-右岸線（陀思妥耶夫斯基）           | 聖彼得堡   | 中央區           |
| 普希金         |          |                   | 伏龍芝-海濱線（茲韋尼哥羅德）、維堡站     | 聖彼得堡   | 海軍部區         |
| 科技學院       |          |                   | 莫斯科-彼得格勒線                         | 聖彼得堡   | 海軍部區         |
| 波羅的海       |          |                   | 波羅的海站                                | 聖彼得堡   | 海軍部區         |
| 納爾瓦         |          |                   |                                           | 聖彼得堡   | 基洛夫區         |
| 基洛夫工廠     |          |                   | 紅村-加里寧線（兴建中，普蒂洛夫）         | 聖彼得堡   | 基洛夫區         |
| 阿夫托沃       |          |                   |                                           | 聖彼得堡   | 基洛夫區         |
| 列寧大道       |          |                   |                                           | 聖彼得堡   | 基洛夫區         |
| 老將大道       |          |                   |                                           | 聖彼得堡   | 基洛夫區         |

## 森林站至奮勇廣場站区间水淹事故
在1975年修建期间，为了避免拆迁和加快建设进度，森林站至奮勇廣場站计划通过冻结法并隧道上下堆叠的方式穿过一个三角洲冲刷层。在穿过一个未冻固土层时，上下层隧道遇到流沙侵入，在森林站建筑起封堵墙才控制住，相应地区出现最大沉降3.5米，之后使用大量的液氮重新将泥土冻结，并最终完成隧道的建设。虽然投入运营期间仍有采取措施稳定隧道的结构，期间在认为隧道结构稳定后解除限速措施等，但隧道仍然有间歇性涌水涌砂的情况，直到1994年11~12月时突然增大，到1995年3月之后重新恢复通行限速甚至停运，1995年12月3日，下层隧道大量涌水，上层隧道加速下沉，最终被迫关闭隧道两端防水门，封锁隧道，让隧道自行灌水淹没，地面再次出现大面积沉降，直到12月21日地面沉降才逐渐稳定。基洛夫-維堡線因此次事故实质性分為兩條路線，两条路线之间需要地面接驳巴士连接，直到2003年新的隧道被挖通后，重新连接线路。